# Rivilla de Barajas
Rivilla de Barajas – gmina w Hiszpanii, w prowincji Ávila, w Kastylii i León, o powierzchni 24,38 km². W 2011 roku gmina liczyła 79 mieszkańców.